# Église Saint-Laurent de Lattes
L'église Saint-Laurent de Lattes est une église romane située à Lattes dans le département français de l'Hérault en région Occitanie.

## Historique
Lattes, ancien port commercial de Montpellier, est mentionné au XIIe siècle sous un grand nombre de désignations : Terminium de Latis (1114), Palus cum molendinis (1121), Portus de Latis (1141), Ledda de Latis (1183), ou encore Jurisdictio de Latis en 1192 dans le cartulaire de l'évêché de Maguelone.
L'église Saint-Laurent est construite aux XIIe et XIIIe siècles. La nef fut reconstruite au XVIIe siècle.
Pour son abside et son absidiole, ainsi que les corbeaux en façade, l'église fait l'objet d'un classement au titre des monuments historiques depuis le 22 juillet 1913.

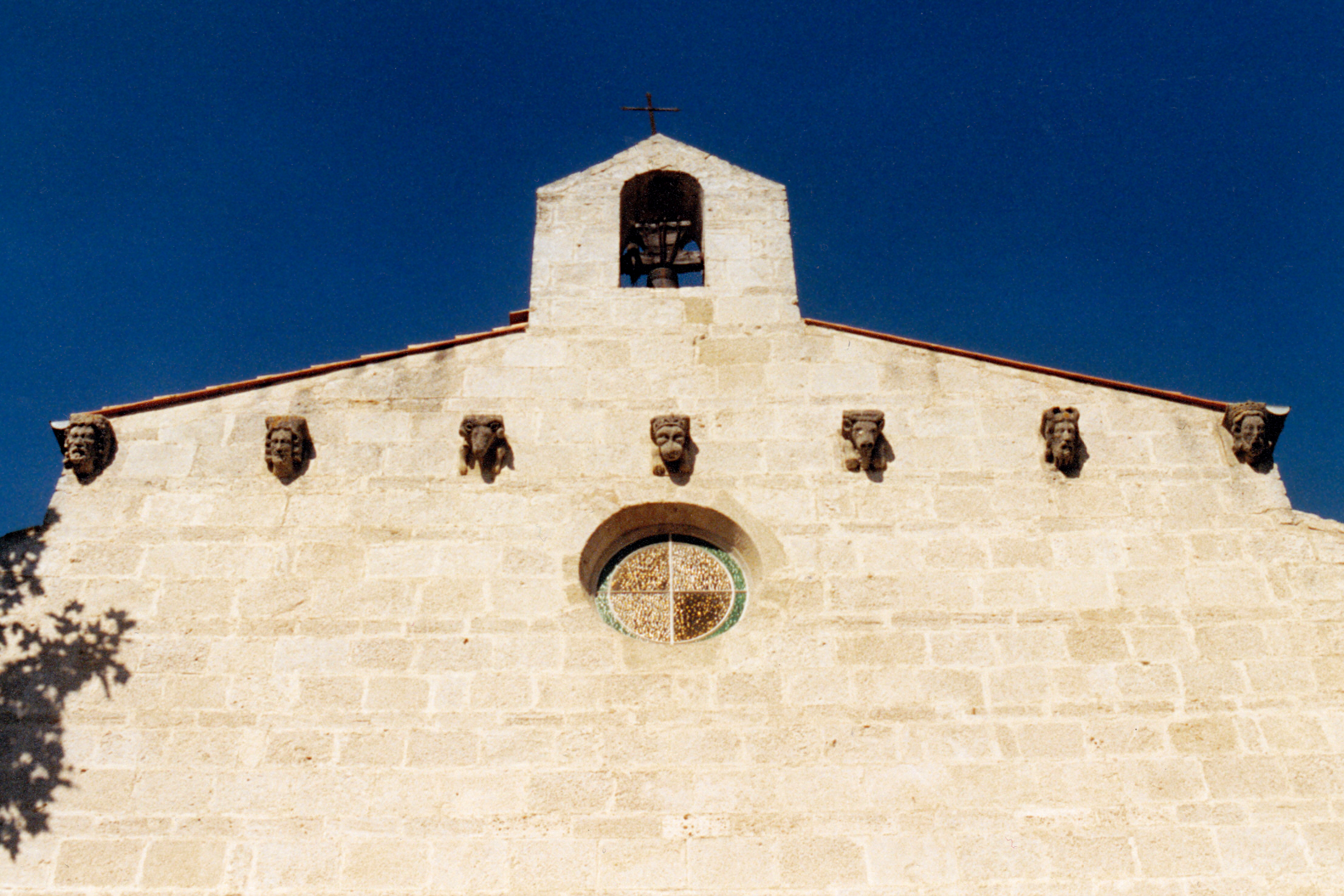
L'oculus et les corbeaux de la façade occidentale, qui sont protégés par classement.

## Architecture
L'église, couverte de tuiles, est édifiée en pierre de taille assemblée en grand appareil.
Elle constitue un des plus beaux exemples d'utilisation de l'opus monspeliensis, un type de parement alternant assises de pierres posées à plat et assises de pierres posées sur champ. Contrairement à d'autres édifices où il n'est que partiel, l'opus monspeliensis occupe ici toute la surface de la façade occidentale et du chevet.

### Le chevet
Le chevet, admirable, est constitué d'une abside semi-circulaire flanquée d'une seule absidiole, l'absidiole nord-est ayant été détruite au XVIIe siècle, à l'époque où la nef fut réédifiée.
Caractérisée, comme il a été dit, par un opus monspeliensis très pur, l'abside est rythmée par de fins pilastres et est percée de trois fenêtres absidiales reliées par un cordon en saillie prolongeant le larmier qui surmonte chaque fenêtre. L'abside est surmontée par une puissante corniche en saillie supportée par des modillons ornés de têtes d'animaux ou de visages d'hommes comme les corbeaux de la façade.

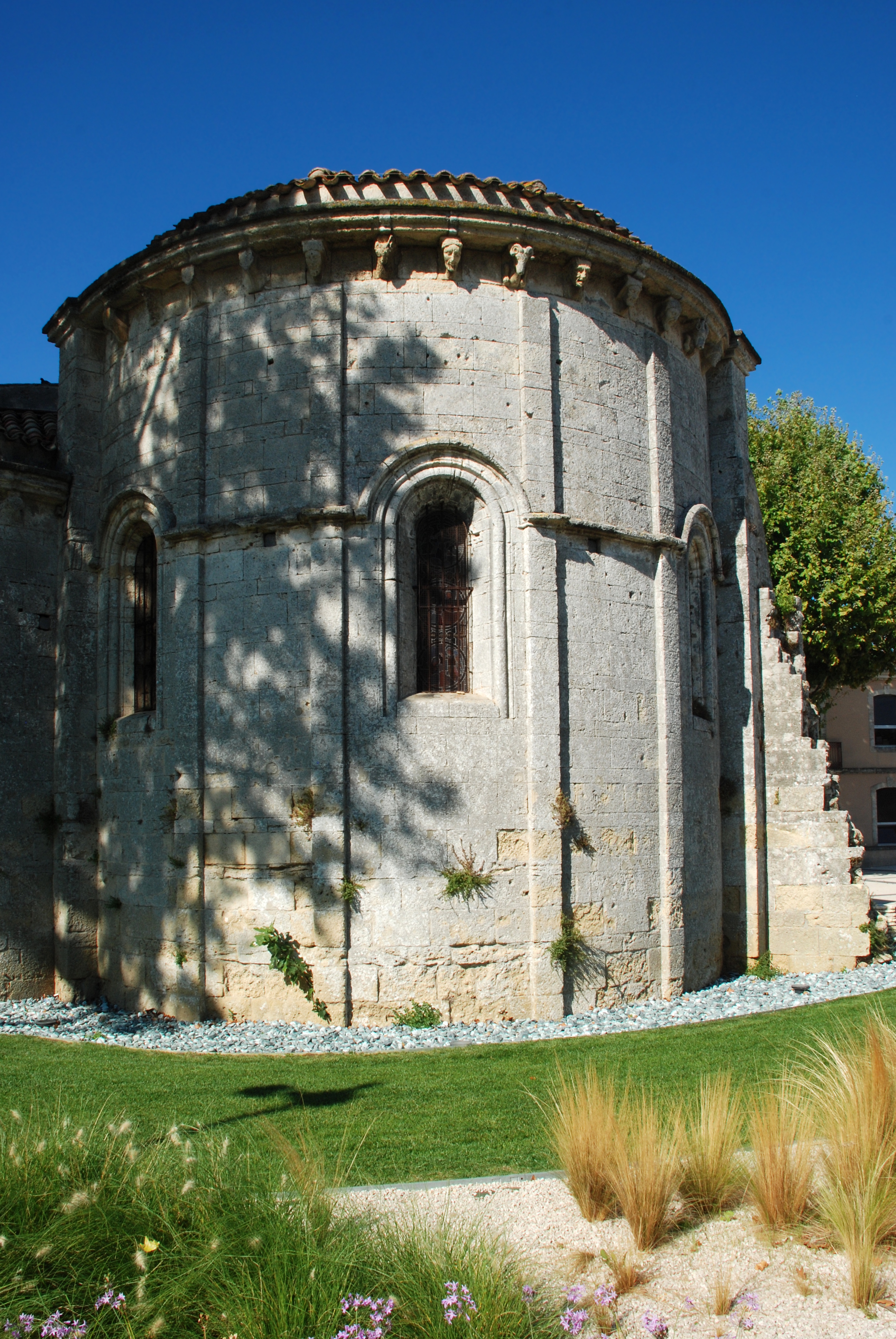
L'abside.
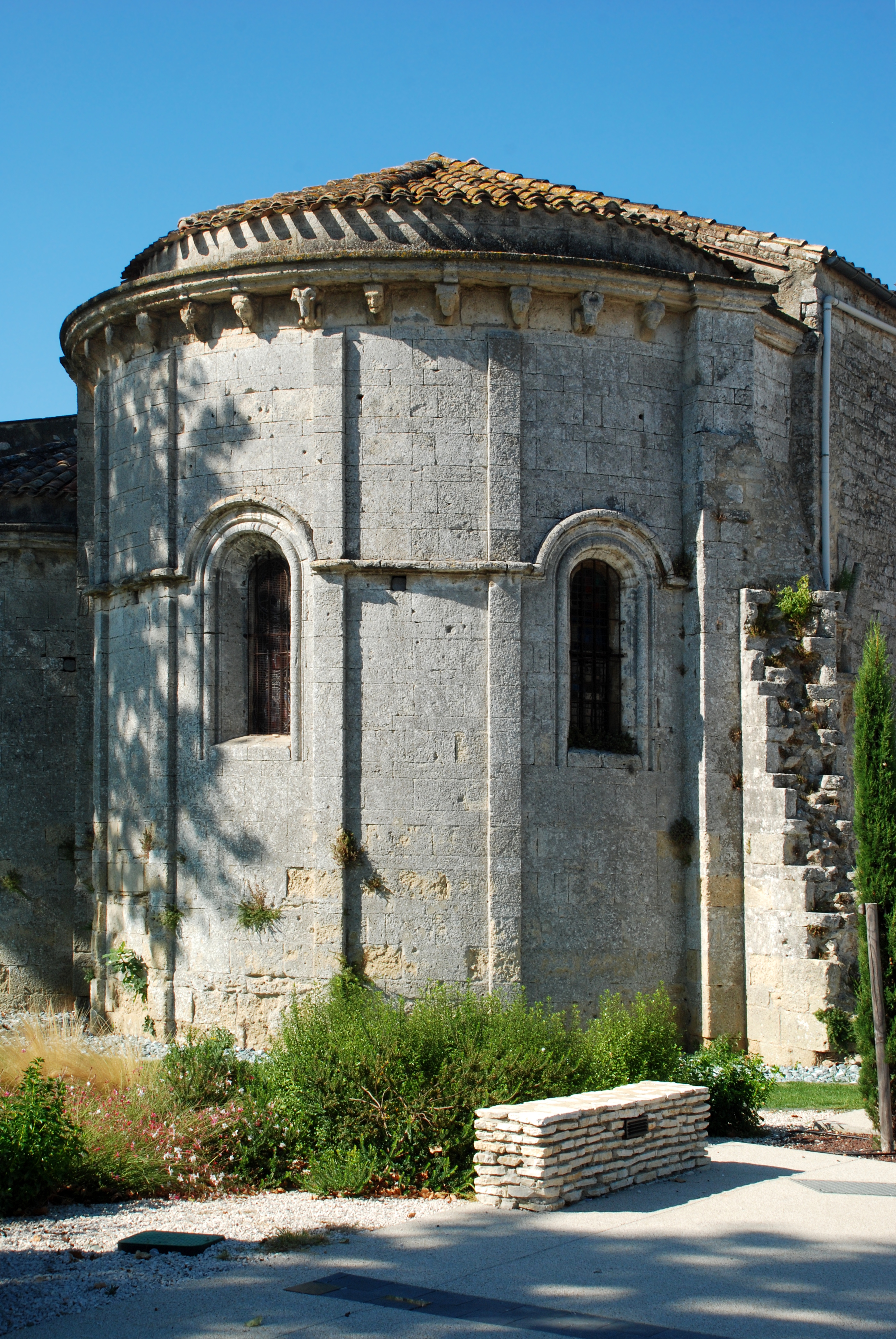
L'abside.
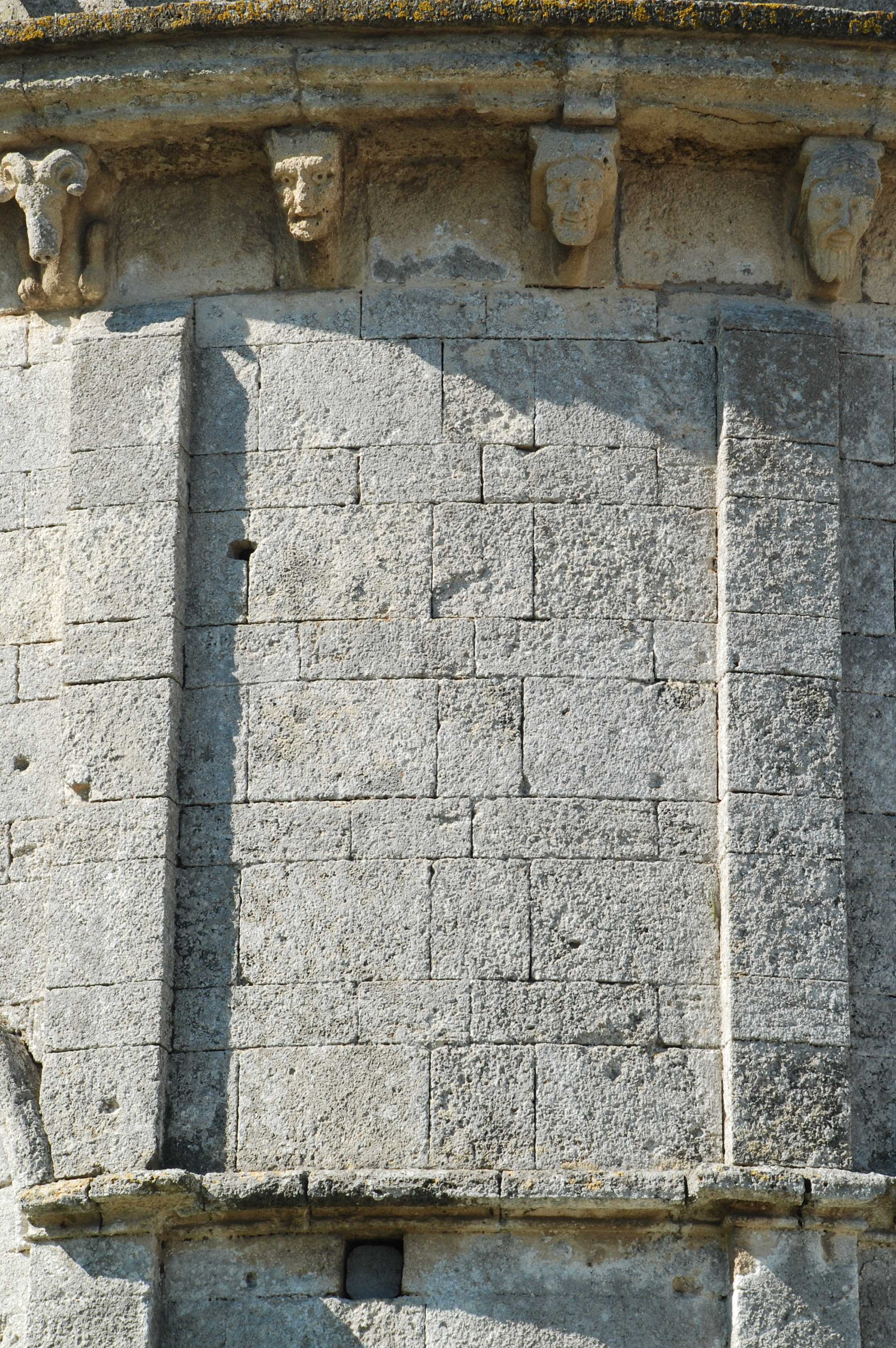
Opus monspeliensis.
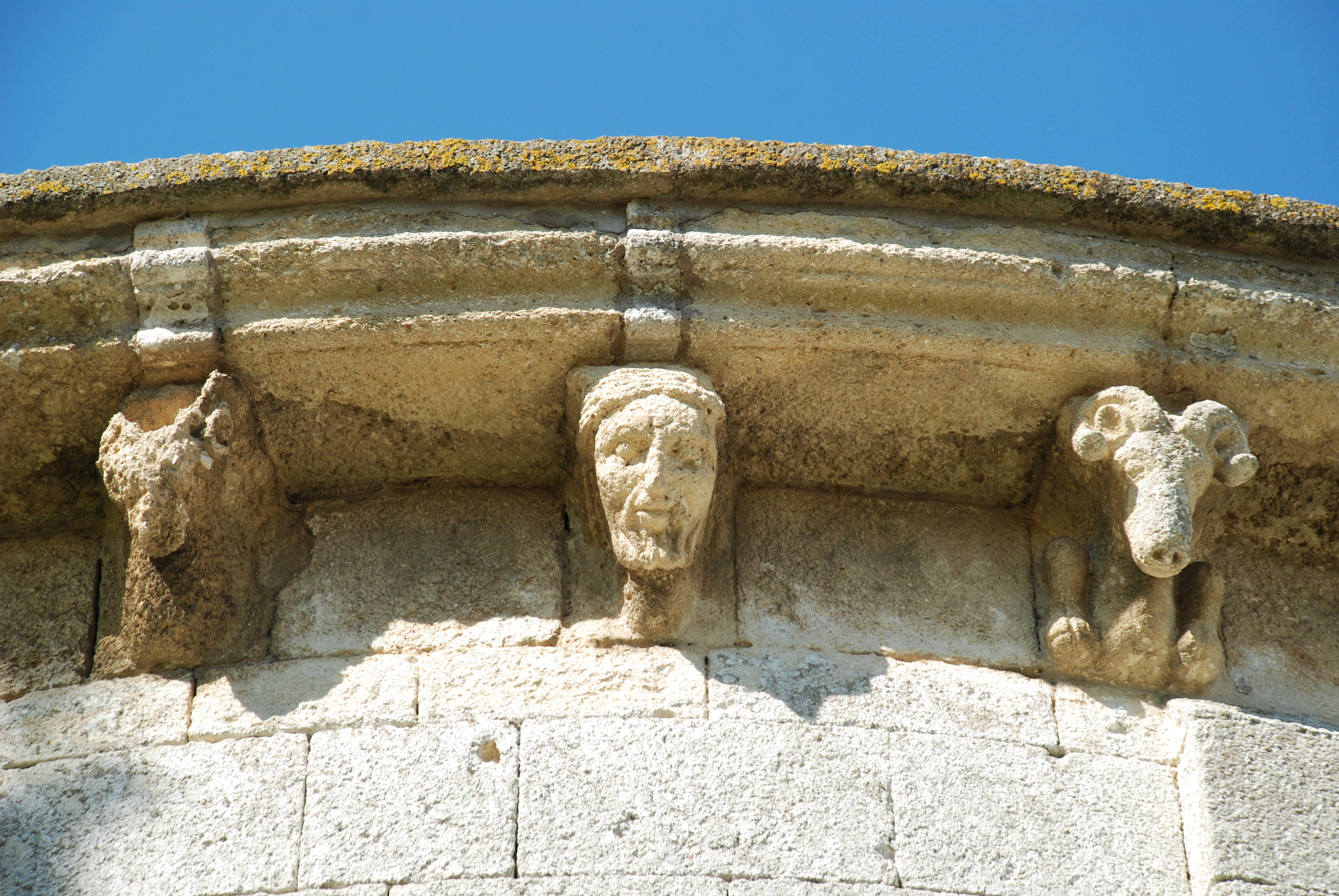
Modillons du chevet.

### La façade occidentale
Fait remarquable, comme il a été dit plus haut, la façade occidentale est entièrement réalisée en pierre de taille assemblée en opus monspeliensis.
Sa partie basse est percée d'une simple porte rectangulaire.
La partie haute de la façade est percée d'un oculus, surmonté d'une remarquable série de sept corbeaux : les trois corbeaux du centre représentent des têtes d'animaux alors que les deux corbeaux de gauche et les deux corbeaux de droite figurent chacun un visage d'homme. Détail curieux : la tête d'animal située au centre (juste au-dessus de l'oculus) porte une couronne, tout comme la tête d'homme située à l'extrême droite.
La façade se termine par un clocheton à baie campanaire unique.

### La façade méridionale
Au contraire de la façade occidentale et du chevet, la façade méridionale est édifiée en moellon.
Rythmée par de puissants contreforts, elle est constituée de deux travées seulement. Chacune de ces travées est percée d'une fenêtre à simple ébrasement située juste sous la corniche.

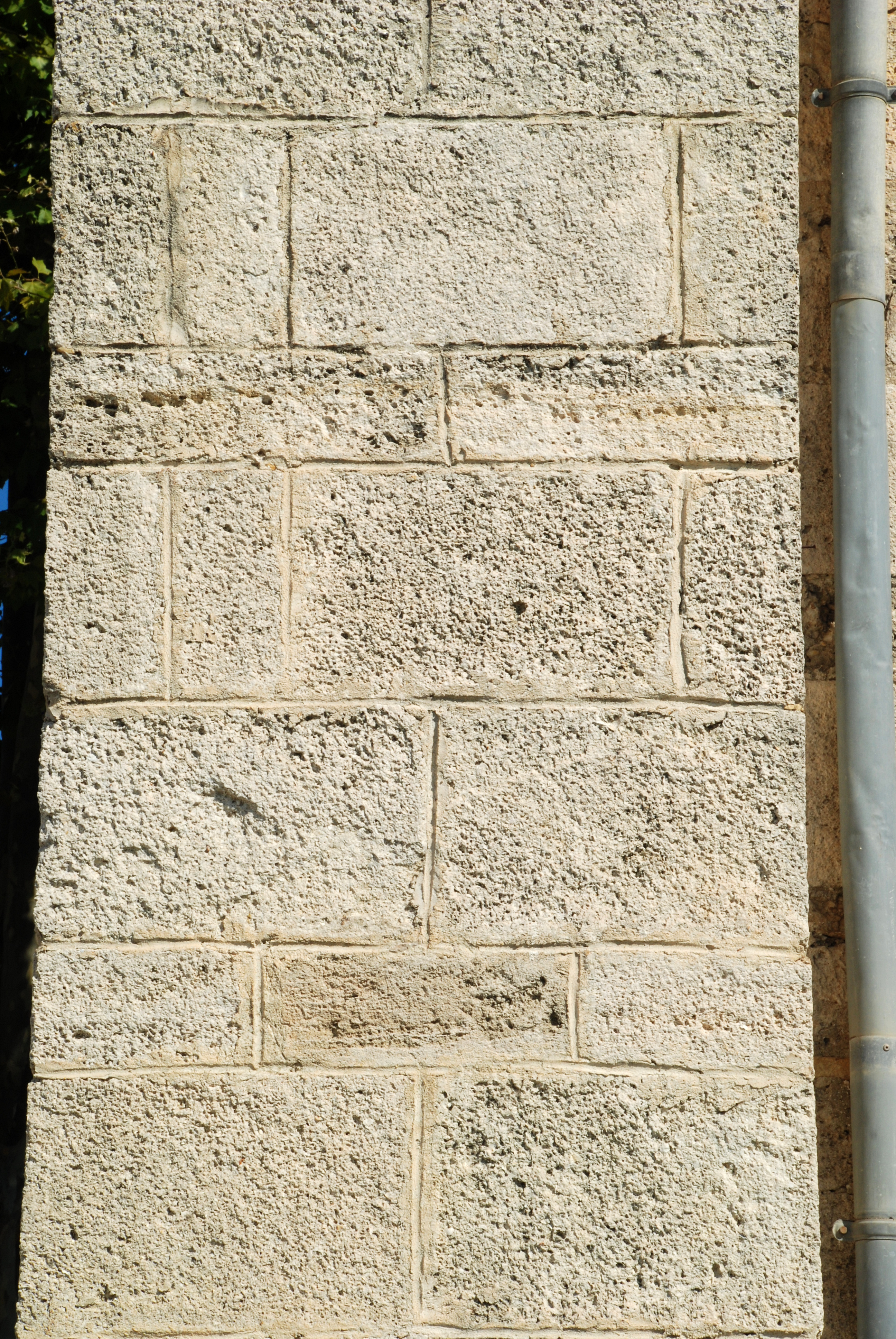
Opus monspeliensis du contrefort prolongeant la façade au sud.
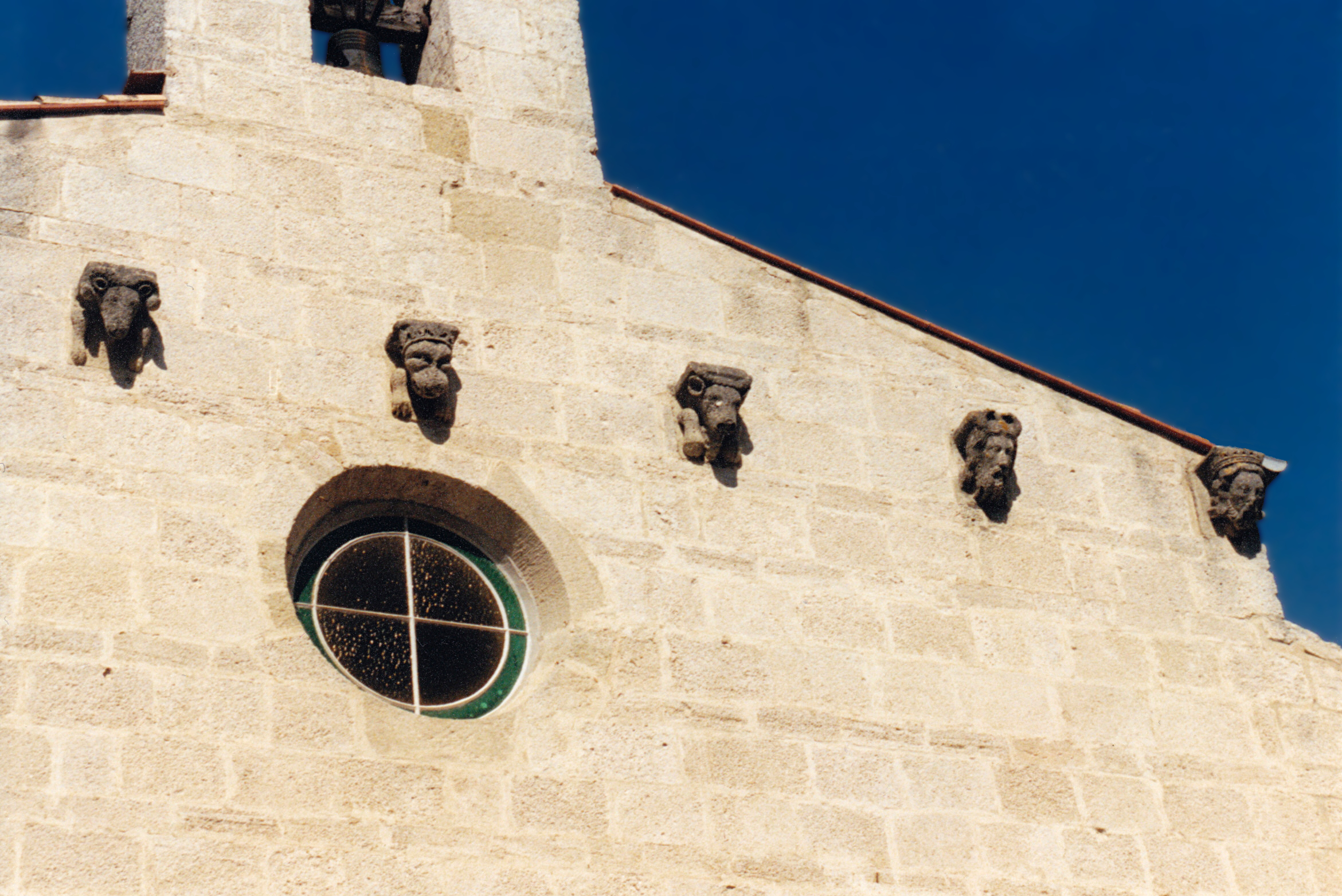
Détail des corbeaux de la façade.
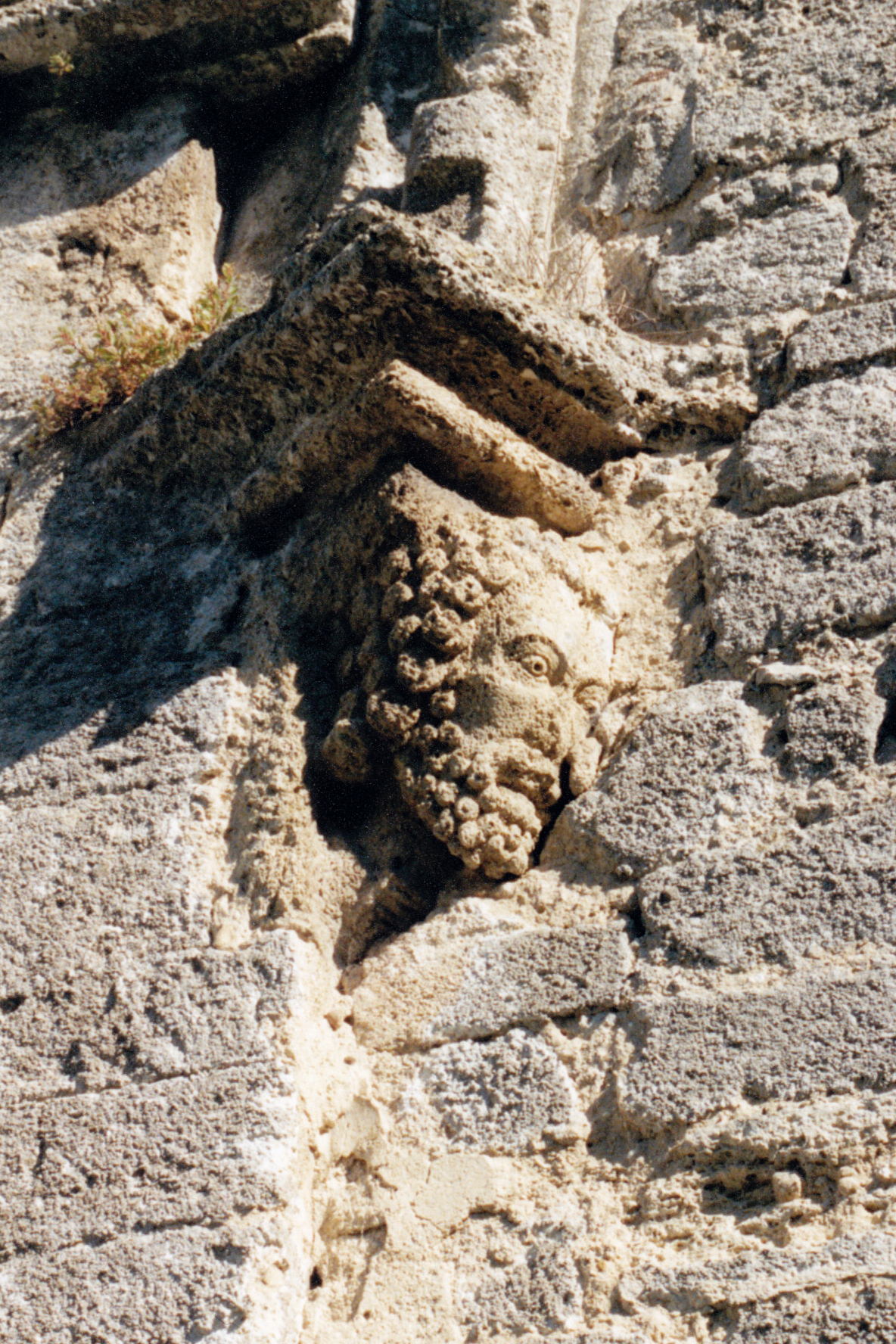
Corbeau de la façade nord.